# Schuldig in eigen ogen
Schuldig in eigen ogen is een detectiveverhaal van Agatha Christie. Het boek verscheen oorspronkelijk in het Verenigd Koninkrijk in 1940 onder de titel Sad Cypress en werd uitgegeven door Collins Crime Club In de Verenigde Staten werd het datzelfde jaar uitgegeven door Dodd, Mead and Company. In 1951 werd het boek naar het Nederlands vertaald en wordt sindsdien verdeeld door Luitingh-Sijthoff.

## Verhaal
Elinor Carlisle en Roddy Welman zijn verloofd. Ze ontvangen een anonieme brief met melding "dat iemand iets van plan is met Laura Welman". Laura is de rijke tante van Elinor. Roddy is een neef van de overleden man van Laura. Ze vermoeden dat "iemand" Mary Gerrard is, de dochter van de portierwachter. Ze schenken verder geen aandacht aan de brief en deze wordt verbrand.
Enige tijd later bezoeken ze hun tante in haar woning in Hunterburry. Ze blijkt gedeeltelijk verlamd te zijn na een beroerte en krijgt hulp van verpleegster Hopkins. Omdat ze zo niet verder wil leven, heeft ze haar dokter gevraagd voor euthanasie wat hij weigert. Roddy wordt verliefd op Mary waardoor zijn verloving met Elinor wordt beëindigd. Nadat Laura een tweede beroerte krijgt, vraagt ze Elinor om de notaris te roepen omdat ze Mary een extra commissie wil geven. Echter, Laura sterft voor aankomst van de notaris. Omdat er geen testament is en Elinor de enige bloedverwante is, erft zij alles.
Elinor schenkt tweeduizend pond aan Mary. Ook verkoopt ze het huis van haar tante. Elinor, Mary en Hopkins starten met het opruimen van Laura's privébezittingen. Na de lunch sterft Mary. De politie vindt een farmaceutisch middel met het etiket morfine. Volgens Hopkins had iedereen toegang tot de medicijnkast en verdween de morfine toen Laura nog leefde. Elinor wordt als hoofdverdachte gearresteerd. Het lichaam van Laura wordt opgegraven en een autopsie wijst uit dat ook zij gestorven is ten gevolge van vergiftiging.
Peter Lord, stiekem verliefd op Elinor, schakelt de hulp in van Hercule Poirot. Poirot vraagt zich af of de morfine in de sandwhiches of in de thee zat. De sandwhiches werden door Elinor bereid, de thee door Hopkins. De sandwhiches werden niet door Hopkins gegeten, de thee werd niet door Elinor gedronken. Hopkins heeft diverse kleine verwondingen aan haar polsen, waarvan zij beweerd afkomstig te zijn van doornen na een val in de rozenstruiken. Verder zou er een duister geheim hangen over Mary's geboorte.
De zaak komt voor het gerecht. Volgens Poirot verwijst de opdruk op de gevonden medicatie niet naar morfine, maar naar Apomorphine met als verklaring dat de eerste letter van het etiket geen hoofdletter is. De letters "Apo" werden dus van het etiket gescheurd. Verder zou Hopkins zichzelf kleine doses inspuiten wat de verwondingen op haar polsen verklaart. Deze konden niet van de doornstruiken komen aangezien de struiken die zij aanduidde van een doornloze soort zijn. Door deze inspuitingen werd ze min of meer resistent tegen het product. Hopkins deed een grote dosis van de Apomorphine in de thee en schonk deze aan Laura en zichzelf. Daarop ging Hopkins naar de keuken om te braken, wat verklaart waarom Elinor beweert waarom Hopkins bleek zag. Mary Gerrard is een buitenechtelijke dochter van Laura die door Sir Lewis Rycroft werd verwekt. Hopkins raadde Mary Gerrard aan om een testament op te maken. Mary Gerrard besloot om alles te schenken aan haar tante Mary Riley in Nieuw-Zeeland. Echter, Mary Riley is nu getrouwd met meneer Draper waardoor Mary Riley en Draper een en dezelfde persoon zijn. En Mary Rily is in werkelijkheid Hopkins. Hopkins wist dat Mary Gerrard een dochter van Laura was en dus eigenlijk de enige erfgename was. Hopkins wou na Mary Gerrard's dood de erfenis aanvechten door te bewijzen dat deze een dochter was van Laura. Omdat Mary Gerrard dood is, zou Hopkins (oftewel Mary Riley) dit in bezit krijgen dankzij Mary Gerrard's testament.

## Verfilming
Het boek werd verfilmd voor een aflevering uit de reeks Agatha Christie's Poirot met David Suchet in de rol van Hercule Poirot. Er werden kleine wijzigingen aangebracht: 
- Het verhaal zich af in 1937 in plaats van 1940.
- In het boek speelt het verhaal zich voornamelijk af in de rechtbank. In de verfilming is dit in en rondom het huis van Laura.
- In het verhaal tracht Hopkins Poirot te vergiftigen met thee. Poirot wist op dat ogenblik al dat Hopkins de moordenares is en doet enkel alsof hij van de thee drinkt. De thee zelf verduisterde hij in een bloempot.